# It Had to Be You (1947)
It Had to Be You (bra: Tem que Ser Você ou Tinha que Ser Você) é um filme estadunidense de 1947, dos gêneros comédia romântica e fantasia, dirigido por Don Hartman e Rudolph Maté, estrelado por Ginger Rogers e Cornel Wilde, e coestrelado por Percy Waram, Spring Byington e Ron Randell. O roteiro de Melvin Frank e Norman Panama foi baseado em uma história de Allen Boretz e do próprio Hartman.
A trama retrata a história de uma mulher que tem o hábito de abandonar seus noivos no altar, até que um bombeiro charmoso, com quem ela teve um sonho, aparece em sua vida.

## Sinopse
Victoria Stafford (Ginger Rogers) é uma jovem mulher da alta sociedade que ganha uma certa reputação após ficar noiva três vezes e desistir do matrimônio ao chegar no altar. Agora, prestes a se casar pela quarta vez, desta vez com Oliver H. P. Harrington (Ron Randell), ela acredita ter encontrado o homem certo. No entanto, durante uma viagem de trem, Victoria tem um estranho sonho que a leva a conhecer George McKesson (Cornel Wilde), um homem nativo que afirma ser seu verdadeiro amor. Ao acordar, Victoria fica surpresa ao encontrar o homem de seu sonho, o bombeiro Johnny Blaine (Cornel Wilde), que existe de verdade, apesar de também ser uma criação de sua imaginação. De volta em casa, o rapaz guia Victoria para uma descoberta surpreendente.

## Elenco
- Ginger Rogers como Victoria Stafford
  - Judy Nugent como Victoria aos 5 anos
  - Carol Nugent como Victoria aos 6 anos
- Cornel Wilde como George McKesson / Johnny Blaine
- Percy Waram como Sr. Stafford
- Spring Byington como Sra. Stafford
- Ron Randell como Oliver H. P. Harrington
- Thurston Hall como Sr. Harrington
- Charles Evans como Dr. Parkinson
- Billy Bevan como Evans, o mordomo
- Frank Orth como Condutor Brown
- Anna Q. Nilsson como Vendedora

## Produção
Em abril de 1947, a Columbia Pictures anunciou que Rogers seria a estrela de um filme intitulado "I Found a Dream" como título de produção, em seu primeiro filme para o estúdio. A Columbia quebrou as convenções da época ao escalar dois homens para dirigir um único filme.
Ginger Rogers, em sua autobiografia, "Ginger: My Story", escreveu: "[Foi] um roteiro muito divertido sobre uma garota que desiste de quatro casamentos. No final, ela encontra a resposta para seus sonhos e a razão de sua vacilação. A 'resposta' foi interpretada por Cornel Wilde, que geralmente aparecia em papéis robustos de [filmes de] aventura. Devo dizer, ele entrou no filme como se tivesse feito farsa a vida toda. Spring Byington interpretou minha mãe ... e tive a oportunidade de atuar por alguns momentos com Anna Q. Nilsson".
A produção marcou um dos primeiros papéis cinematográficos do ator australiano Ron Randell, que havia sido recentemente contratado pela Columbia. Ele foi escalado em abril de 1947 e as filmagens começaram em maio.

## Músicas
1. "It Had to Be You" – composta por Isham Jones
2. "Wedding March" – composta por Felix Mendelssohn Bartholdy
3. "Bridal Chorus" – composta por Richard Wagner

## Adaptação para a rádio
Em 26 de abril de 1948, o filme foi apresentado na série de rádio antológica "Screen Guild Players", da CBS. Cornel Wilde reprisou seu papel, com Lucille Ball coestrelando.